# كتلة ذرية نسبية
الكتلة الذرية النسبية (يرمز لها: rA؛ أحيانًا RAM أو r.a.m.)، والمعروفة أيضًا بشكل أقل بالوزن الذري، هي كمية فيزيائية بلا أبعاد تُعرَّف على أنها نسبة متوسط كتلة ذرات عنصر كيميائي في عينة معينة إلى ثابت الكتلة الذرية. يعرف ثابت الكتلة الذرية (الرمز: mu) على أنه كائن 112 من كتلة ذرة كربون-12. نظرًا لأن كلا الكميتين في النسبة عبارة عن كتل، فإن القيمة الناتجة تكون بلا أبعاد؛ ومن ثم يقال أن القيمة نسبية.